# Az Amerikai Egyesült Államok ENSZ-nagyköveteinek listája
Az Amerikai Egyesült Államok ENSZ-nagykövete az amerikai delegáció vezetője az Egyesült Nemzetek Szervezetében. Korábban a pozíció megnevezése az "Amerikai Egyesült Államok képviselője az Egyesült Nemzetek Szervezetében" volt. A státusza rendkívüli és meghatalmazott nagykövet és az Egyesült Államok képviselője az Egyesült Nemzetek Szervezetének Biztonsági Tanácsában.
A helyettes nagykövet akkor lép a nagykövet helyébe, ha az nem tudja teljesíteni munkáját valamilyen okból. Mind a nagykövetet, mind a helyettes nagykövetet az Egyesült Államok elnöke jelöli. Teljes diplomáciai mentességet élveznek.
A nagykövet feladata, hogy képviselje az országot a az Egyesült Nemzetek Szervezetének Biztonsági Tanácsában és az Egyesült Nemzetek Szervezetének Közgyűlésében, annak kivételével, mikor egy magasabb rangú képviselő (mint az elnök vagy a külügyminiszter) is megjelenik.
A jelenlegi ideiglenes ügyvivő Dorothy Shea. Donald Trump Michael Waltz képviselőt jelölte a posztra. A legutóbbi teljes rangú nagykövet Linda Thomas-Greenfield volt.

## ENSZ-nagykövetek listája
| #  | Nagykövet            | Nagykövet                                                  | Hivatali idő                              | Amerikai elnök  |
| -- | -------------------- | ---------------------------------------------------------- | ----------------------------------------- | --------------- |
| 1  |                      | Edward Stettinius Jr.                                      | 1946. január 17. – 1946. június 3.        | Harry S. Truman |
| —  |                      | Herschel Johnson ideiglenes ügyvivő                        | 1946. június 3. – 1947. január 14.        | Harry S. Truman |
| 2  |                      | Warren Austin                                              | 1947. január 14. – 1953. január 22.       | Harry S. Truman |
| 2  | Dwight D. Eisenhower | Warren Austin                                              | 1947. január 14. – 1953. január 22.       |                 |
| 3  |                      | Henry Cabot Lodge Jr.                                      | 1953. január 26. – 1960. szeptember 3     |                 |
| 4  |                      | James Jeremiah Wadsworth                                   | 1960. szeptember 8. – 1961. január 21.    |                 |
| 4  | John F. Kennedy      | James Jeremiah Wadsworth                                   | 1960. szeptember 8. – 1961. január 21.    |                 |
| 5  |                      | Adlai Stevenson II                                         | 1961. január 23. – 1965. július 14.       |                 |
| 5  | Lyndon B. Johnson    | Adlai Stevenson II                                         | 1961. január 23. – 1965. július 14.       |                 |
| 6  |                      | Arthur Goldberg                                            | 1965. július 28. – 1968. június 24.       |                 |
| 7  |                      | George Ball                                                | 1968. június 26. – 1968. szeptember 25.   |                 |
| 8  |                      | James Russell Wiggins                                      | 1968. október 7. – 1969. január 20.       |                 |
| 9  |                      | Charles W. Yost                                            | 1969. január 23. – 1971. február 25.      | Richard Nixon   |
| 10 |                      | George H. W. Bush                                          | 1971. március 1. – 1973. január 18.       | Richard Nixon   |
| 11 |                      | John A. Scali                                              | 1973. február 20. – 1975. június 29.      | Richard Nixon   |
| 11 | Gerald Ford          | John A. Scali                                              | 1973. február 20. – 1975. június 29.      |                 |
| 12 |                      | Daniel Patrick Moynihan                                    | 1975. június 30. – 1976. február 2.       |                 |
| 13 |                      | William Scranton                                           | 1976. március 15. – 1977. január 19.      |                 |
| 14 |                      | Andrew Young                                               | 1977. január 30. – 1979. szeptember 23.   | Jimmy Carter    |
| 15 |                      | Donald McHenry                                             | 1979. szeptember 23. – 1981. január 20.   | Jimmy Carter    |
| 16 |                      | Jeane Kirkpatrick                                          | 1981. február 4. – 1985. április 1.       | Ronald Reagan   |
| 17 |                      | Vernon A. Walters                                          | 1985. május 22. – 1989. március 15.       | Ronald Reagan   |
| 17 | George H. W. Bush    | Vernon A. Walters                                          | 1985. május 22. – 1989. március 15.       |                 |
| 18 |                      | Thomas R. Pickering                                        | 1989. március 20. – 1992. május 7.        |                 |
| 19 |                      | Edward J. Perkins                                          | 1992. május 12. – 1993. január 27.        |                 |
| 19 | Bill Clinton         | Edward J. Perkins                                          | 1992. május 12. – 1993. január 27.        |                 |
| 20 |                      | Madeleine Albright                                         | 1993. január 27. – 1997. január 21.       |                 |
| 21 |                      | Bill Richardson                                            | 1997. február 18. – 1998. augusztus 18.   |                 |
| —  |                      | Peter Burleigh ideiglenes ügyvivő                          | 1998. augusztus 18. – 1999. szeptember 7. |                 |
| 22 |                      | Richard Holbrooke                                          | 1999. szeptember 7. – 2001. január 20.    |                 |
| —  |                      | James B. Cunningham ideiglenes ügyvivő                     | 2001. január 20. – 2001. szeptember 19.   | George W. Bush  |
| 23 |                      | John Negroponte                                            | 2001. szeptember 19. – 2004. július 23.   | George W. Bush  |
| 24 |                      | John Danforth                                              | 2004. július 23. – 2005. január 20.       | George W. Bush  |
| —  |                      | Anne W. Patterson ideiglenes ügyvivő                       | 2005. január 20. – 2005. augusztus 2.     | George W. Bush  |
| 25 |                      | John Bolton Jelölés, nem fogadta el hivatalosan a Szenátus | 2005. augusztus 2. – 2006. december 31.   | George W. Bush  |
| —  |                      | Alejandro Daniel Wolff ideiglenes ügyvivő                  | 2006. december 31. – 2007. április 30.    | George W. Bush  |
| 26 |                      | Zalmay Khalilzad                                           | 2007. április 30. – 2009. január 22.      | George W. Bush  |
| 26 | Barack Obama         | Zalmay Khalilzad                                           | 2007. április 30. – 2009. január 22.      |                 |
| 27 |                      | Susan Rice                                                 | 2009. január 26. – 2013. június 30.       |                 |
| —  |                      | Rosemary DiCarlo ideiglenes ügyvivő                        | 2013. június 30. – 2013. augusztus 5.     |                 |
| 28 |                      | Samantha Power                                             | 2013. augusztus 5. – 2017. január 20.     |                 |
| –  |                      | Michele J. Sison ideiglenes ügyvivő                        | 2017. január 20. – 2017. január 27.       | Donald Trump    |
| 29 |                      | Nikki Haley                                                | 2017. január 27. – 2018. december 31.     | Donald Trump    |
| –  |                      | Jonathan Cohen ideiglenes ügyvivő                          | 2019. január 1. – 2019. szeptember 12.    | Donald Trump    |
| 30 |                      | Kelly Craft                                                | 2019. szeptember 12. – 2021. január 20.   | Donald Trump    |
| –  |                      | Richard M. Mills Jr. ideiglenes ügyvivő                    | 2021. január 20. – 2021. február 25.      | Joe Biden       |
| 31 |                      | Linda Thomas-Greenfield                                    | 2021. február 25. – 2025. január 20.      | Joe Biden       |
| –  |                      | Dorothy Shea ideiglenes ügyvivő                            | 2025. január 20. –                        | Donald Trump    |